# Hans Deiters
Hans Deiters (* 13. Juni 1868 in Düsseldorf; † 2. Januar 1922 in München) war ein deutscher Maler, Grafiker und Illustrator der Düsseldorfer Schule.

## Leben

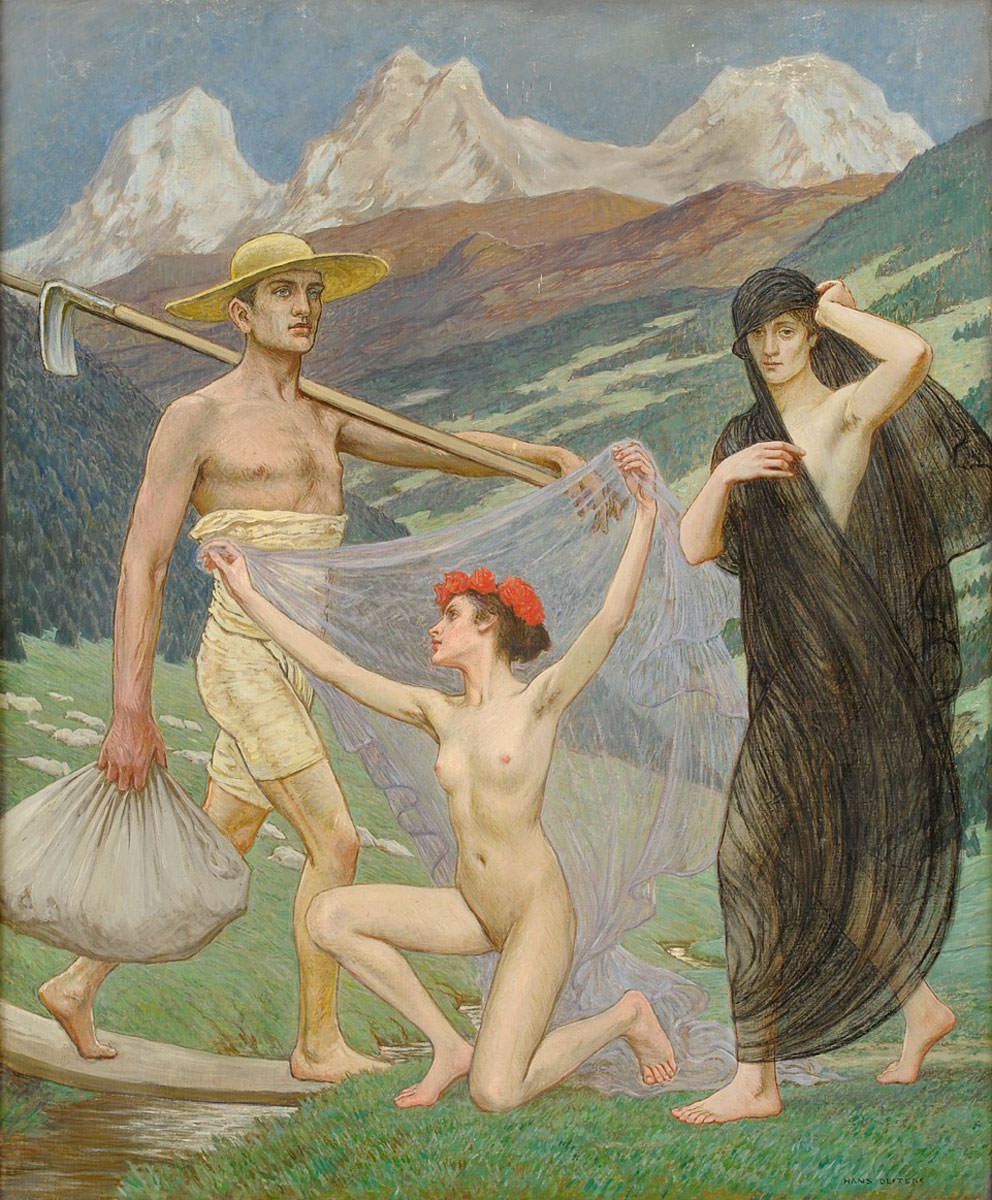
Frühling, Öl auf Leinwand, entstanden zwischen 1895 und 1900

Deiters, Sohn des Düsseldorfer Malers Heinrich Deiters und Bruder der Schriftstellerin Leonore Niessen-Deiters, erhielt seine künstlerische Ausbildung bei seinem Vater sowie ab 1885 an der Kunstakademie Düsseldorf, wo bis 1894 Heinrich Lauenstein, Hugo Crola, Peter Janssen der Ältere, Eduard Gebhardt, Julius Roeting und Adolf Schill seine Lehrer waren.
In der zweiten Hälfte der 1890er Jahre hielt er sich in Paris auf, wo er durch Raphaël Collin sowie Charles Sprague Pearce beeinflusst wurde, wohl auch durch Pierre Puvis de Chavannes, und sich dem Symbolismus zuwandte. Für das Residenztheater Wiesbaden schuf er unter dem Titel Die heiteren Seiten des Lebens acht Wandbilder. In seiner späteren Zeit betätigte er sich im Steindruck, in der Buchillustration und der Plakatgestaltung. Für die Düsseldorfer Theater-Woche, erschienen 1910 bis 1913, gestaltete Deiters den Kolumnentitel des Titels.
Deiters war Mitglied des Künstlervereins Malkasten.